# Liste verschollener Verkehrsflugzeuge
Die Liste verschollener Verkehrsflugzeuge führt Flugunfälle auf, bei denen bislang weder Spuren des Flugzeugs noch seiner Insassen gefunden werden konnten, sowie solche, bei denen das Flugzeug trotz gefundener Trümmerteile offiziell weiter als vermisst gilt. Berücksichtigt werden ausschließlich vermisste Verkehrsflugzeuge ziviler Fluggesellschaften. Vorfälle mit Militärflugzeugen, Geschäftsreiseflugzeugen und privaten Kleinflugzeugen werden nicht in der Liste erfasst.
Im Anhang „Ehemals vermisste Verkehrsflugzeuge“ werden diejenigen Wracks aufgeführt, die zwar mittlerweile aufgefunden wurden, davor aber zwischen 7 und 54 Jahre lang verschollen waren.

## Liste
Im Folgenden sind in tabellarischer Form entsprechende Flugunfälle aufgelistet. Zeilen mit dunklerer Hintergrundfarbe kennzeichnen diejenigen Unfälle, die in gesonderten Artikeln behandelt werden.
| Datum      | Fluggesellschaft                     | Flugzeugtyp                   | Insassen     | Region                  | Informationen |
| ---------- | ------------------------------------ | ----------------------------- | ------------ | ----------------------- | --- |
| 21.11.1930 | Società Anonima Navigazione Aerea    | Dornier Wal                   | 6            | Mittelmeer              | Das Flugzeug verunglückte nahe dem Cap de Creus auf der Strecke von Barcelona nach Marseille. |
| 28.07.1938 | Pan American Airways                 | Martin M-130                  | 15           | Pazifischer Ozean       | Die Maschine befand sich auf einem Linienflug von Guam nach Manila. |
| 01.03.1940 | Imperial Airways                     | Handley Page H.P.42           | 8            | Indischer Ozean         | Das in Pakistan gestartete Flugzeug ging im Golf von Oman verloren. |
| 21.02.1944 | Deutsche Lufthansa (Deutsches Reich) | Junkers Ju 52/3m              | 16           | Mittelmeer              | Das Flugzeug verunglückte zwischen Thessaloniki und Athen (siehe auch: Absturz der Ju-52 „Joachim Blankenburg“ 1944). |
| 23.03.1946 | Qantas                               | Avro Lancastrian              | 10           | Indischer Ozean         | Die von der British Overseas Airways Corporation geleaste Maschine verschwand auf einem Linienflug nach Australien zwischen Sri Lanka und den Kokosinseln. |
| 30.01.1948 | British South American Airways       | Avro Tudor                    | 31           | Atlantischer Ozean      | Die Maschine befand sich auf einem Linienflug von London nach Bermuda (siehe auch: Verschwinden der Star Tiger). |
| 01.08.1948 | Air France                           | Latécoère 631                 | 52           | Atlantischer Ozean      | Das sechsmotorige Flugboot verunglückte auf dem Flug von Fort-de-France (Martinique) nach Port Etienne vermutlich ca. 1900 Kilometer westlich von Dakar (Senegal). |
| 12.10.1948 | Aeroflot                             | Iljuschin Il-12               | 10           | Kaukasus                | Das Flugzeug verschwand während eines Fluges von Baku nach Tiflis. |
| 04.11.1948 | Pacific Alaska Air Express           | Douglas DC-3                  | 17           | Pazifischer Ozean       | Die Maschine absolvierte einen Charterflug von Anchorage nach Seattle mit mehreren Zwischenstopps. Sie ging zwischen Yakutat und Annette Island verloren. |
| 28.12.1948 | Airborne Transport                   | Douglas DC-3                  | 32           | Golf von Mexiko         | Die in San Juan gestartete Maschine verschwand nach Vorbeifliegen an ihrem Ziel Miami im Golf von Mexiko. Unbestätigten Berichten zufolge wurden zwei Leichen von der vermissten DC-3 südlich von Kuba entdeckt (siehe auch: Verschwinden der Douglas DC-3 NC16002). |
| 16.01.1949 | Dalmia Jain Airways                  | Douglas DC-3                  | 13           | Indien                  | Die DC-3 verschwand auf dem Flug vom Flughafen Jammu zum Flughafen Srinagar. |
| 17.01.1949 | British South American Airways       | Avro Tudor                    | 20           | Atlantischer Ozean      | Die Avro Tudor verschwand auf der Etappe von Bermuda nach Jamaika (siehe auch: Verschwinden der Star Ariel). |
| 21.07.1951 | Canadian Pacific Air Lines           | Douglas DC-4                  | 37           | Pazifischer Ozean       | Die Maschine verunglückte vermutlich nahe Sitka (Alaska) auf der Strecke von Vancouver nach Anchorage. |
| 21.12.1952 | RANSA - Rutas Aéreas Nacionales SA   | Curtiss C-46                  | 3            | Atlantischer Ozean      | Die Maschine verschwand vor dem Zielort, dem Flughafen Miami (Florida, USA). |
| 02.02.1953 | Skyways                              | Avro York                     | 39           | Atlantischer Ozean      | Das Flugzeug der britischen Skyways verschwand etwa 500 Kilometer östlich von Neufundland (Kanada). |
| 14.09.1955 | AVENSA                               | Curtiss C-46                  | 4            | Golf von Venezuela      | Die Maschine verunglückte vor der Küste von Venezuela. |
| 29.09.1958 | Middle East Airlines                 | Avro York                     | 5            | Mittelmeer              | Das Frachtflugzeug verschwand auf der Route von Beirut nach Rom. |
| 09.11.1958 | ARTOP Linhas Aéreas                  | Martin PBM                    | 36           | Atlantischer Ozean      | Die Maschine der portugiesischen ARTOP verunglückte vermutlich etwa 250 Kilometer südwestlich von Lissabon (siehe auch: ARTOP-Flug 531). |
| 10.07.1960 | Gulf Aviation                        | Douglas DC-3                  | 16           | Persischer Golf         | Die Maschine befand sich auf einem Flug von Doha nach Sharjah. |
| 03.02.1961 | Garuda Indonesia                     | Douglas DC-3                  | 26           | Javasee                 | Das Flugzeug verunglückte vor der Küste von Pulau Madura (Indonesien). |
| 11.11.1961 | Air Haiti International              | Lockheed L-749A Constellation | 3            | Karibik                 | Die Maschine verschwand auf einem Frachtflug von San Juan (Puerto Rico) (USA) nach Managua (Nicaragua). Weder für das Flugzeug noch für die gesamte Flugbesatzung waren gültige Lizenzen vorhanden. |
| 16.03.1962 | Flying Tiger Line                    | Lockheed L-1049               | 107          | Pazifischer Ozean       | Das Flugzeug verschwand zwischen Guam und den Philippinen im Pazifik. Die Besatzung eines Schiffs gab an, dass die Maschine im Flug explodiert sei (siehe auch: Flying-Tiger-Line-Flug 7815/13). |
| 09.03.1969 | Continental Air Transport            | Douglas DC-4                  | 3            | Atlantischer Ozean      | Die Maschine verschwand auf einem Flug von den Azoren nach Halifax. |
| 11.10.1969 | San Juan Air                         | Britten-Norman BN-2 Islander  | 2            | Karibik                 | Das Flugzeug verunglückte auf der Etappe von Inagua (Bahamas) nach San Juan (Puerto Rico). |
| 10.4.1970  | Aerocosta Colombia                   | Curtiss C-46                  | 4            | Karibisches Meer        | Die Frachtmaschine verschwand zwischen dem Flughafen Santa Marta (Kolumbien) und dem Flughafen Pointe-à-Pitre (Guadeloupe). |
| 31.12.1970 | Rousseau Aviation                    | Nord 262                      | 30           | Mittelmeer              | Die Maschine verschwand zwischen Algier und dem spanischen Flughafen Menorca, nachdem die Besatzung etwa 100 Kilometer nördlich der algerischen Küste einen Notruf gesendet hatte. |
| 11.02.1972 | Royal Air Lao                        | Douglas DC-4/C-54             | 23           | Laos                    | Das Flugzeug wurde vermutlich auf dem Linienflug von Savannakhet nach Vientiane abgeschossen. |
| 20.07.1972 | Aerotransportes Entre Rios           | Canadair CL-44                | 6            | Anden                   | Die Maschine befand sich auf einem Frachtflug von Montevideo (Uruguay) nach Santiago de Chile. Kurz vor dem letzten Radarkontakt war sie nahe Las Cuevas (Mendoza) in den chilenischen Luftraum eingeflogen. |
| 28.08.1976 | Aeronaves del Peru                   | Canadair CL-44                | 6            | Anden                   | Die Maschine befand sich auf einem Frachtflug von Lima (Peru) nach Caracas (Venezuela). Sie kam nie an ihrem Zielort an und wurde für vermisst erklärt. Es wird vermutet, dass die Maschine in einem bergigen und bewaldeten Gebiet nahe dem Fluss Shanisu, etwa 400 Kilometer nördlich von Lima verunfallt ist. Das Wrack konnte nie lokalisiert werden.                             |
| 16.09.1976 | Aerosucre                            | Curtiss C-46                  | 2            | Karibik                 | Das Frachtflugzeug ging auf einem Flug von Barranquilla (Kolumbien) nach Aruba verloren. Der Unfallort wird vor der Küste Arubas vermutet. |
| 22.10.1978 | Solomon Islands Airlines             | Britten-Norman BN-2 Islander  | 11           | Salomonensee            | Die Maschine verunglückte wegen Treibstoffmangels nahe Bellona, nachdem der Flugkapitän vermutlich die Orientierung verloren hatte. |
| 30.01.1979 | VARIG                                | Boeing 707                    | 6            | Pazifischer Ozean       | Das Flugzeug befand sich auf einem Frachtflug von Tokio nach Los Angeles (siehe auch: VARIG-Flug 967). |
| 02.09.1983 | Central Mountain Air Services        | Britten-Norman BN-2 Islander  | 7            | British Columbia        | Das Flugzeug, dessen Passagiere auf der Reise zu einer Jagdtour waren, verschwand während des Fluges in der Nähe von Smithers (British Columbia) im Westen Kanadas. |
| 04.08.1986 | LIAT                                 | de Havilland Canada DHC-6     | 13           | Karibik                 | Das Flugzeug verunglückte vor der Küste von St. Lucia, nachdem zwei Landeversuche auf dem Flughafen Hewanorra International misslungen waren. |
| 25.08.1989 | Pakistan International Airlines, PIA | Fokker F-27                   | 54           | Himalaya                | Die Maschine verschwand kurz nach dem Start in Gilgit mit Ziel Islamabad. Möglicherweise flog das Flugzeug gegen einen Berg. |
| 16.08.1990 | Aerochago Airlines                   | Convair CV-240                | 2            | Mona-Passage            | Das Flugzeug stürzte im Reiseflug ins Meer. Der Pilot einer anderen Maschine hörte im Funk eine Notfallmeldung und sah die Convair abstürzen, nachdem sie Teile des Hecks verloren hatte. Es wird vermutet, dass es nach einer schlecht ausgeführten Umrüstung mit einem Frachttor im Flug auseinanderbrach (siehe auch Flugunfall einer Convair CV-240 der Aerochago Airlines 1990). |
| 11.09.1990 | Faucett Perú                         | Boeing 727                    | 16           | Atlantischer Ozean      | Die zuvor an Air Malta verleaste Boeing 727 sollte zurück nach Peru überführt werden. Das Flugzeug verunglückte etwa 290 Kilometer südöstlich von Neufundland, vermutlich wegen Treibstoffmangels. (siehe auch: Verschwinden einer Boeing 727 der Faucett Perú). |
| 25.10.1991 | Bali International Air Service       | Britten-Norman Trislander     | 17           | Borneo                  | Die Maschine ging verloren, während sie sich in einer wetterbedingten Warteschleife über Sampit (Indonesien) befand. |
| 31.01.1993 | Pan Malaysian Air Transport          | Short Skyvan                  | 14           | Sumatra                 | Die Maschine verschwand auf einem Flug von Banda Aceh nach Medan (Indonesien). Der Unfallort wird in einer bewaldeten Bergregion vermutet. |
| 10.01.1995 | Merpati Nusantara Airlines           | de Havilland Canada DHC-6     | 14           | Selat Molo              | Die Maschine verschwand bei schlechtem Wetter auf einem Flug von Bima nach Ruteng über der etwa einen Kilometer breiten Meerenge Selat Molo zwischen den Inseln Rinca und Flores (Indonesien). |
| 25.05.2003 | TAAG Angola Airlines                 | Boeing 727                    | mindestens 1 | Afrika                  | Die seit 14 Monaten in Luanda abgestellte Boeing 727 wurde gestohlen. Seit dem Start vom Flughafen Luanda wurde das Flugzeug nicht mehr gesehen (siehe auch: Verschwinden der Boeing 727 N844AA). |
| 15.12.2008 | Línea Aérea Puertorriqueña           | Britten-Norman Trislander     | 12           | Turks- und Caicosinseln | Die Maschine befand sich auf einem Charterflug von Santiago de los Caballeros nach Mayaguana. Der Kapitän sendete einen Notruf, bevor das Flugzeug nahe den Turks- und Caicosinseln verschwand. |
| 08.03.2014 | Malaysia Airlines                    | Boeing 777                    | 239          | Indischer Ozean         | Laut Satellitendaten flog das in Kuala Lumpur gestartete Flugzeug in den Bereich des südlichen Indischen Ozeans und stürzte dort vermutlich ab. Die Umstände konnten trotz einer mehrjährigen Suche, die am 17. Januar 2017 ergebnislos eingestellt wurde, nicht vollständig aufgeklärt werden (siehe auch: Malaysia-Airlines-Flug 370).                                              |
| 28.12.2014 | Air Services Limited                 | Britten-Norman BN-2 Islander  | 2            | Guyana                  | Das in Mahdia gestartete Flugzeug verschwand aus unbekannten Gründen auf einem Frachtflug. Die Suche wurde am 19. Januar 2015 eingestellt. |

## Ehemals vermisste Verkehrsflugzeuge
Die Liste ist chronologisch nach Unfalldatum gereiht.
- Am 28. April 1947 wurde eine Lockheed 18-08A Lodestar der Trans-Canada Air Lines (Luftfahrzeugkennzeichen CF-TDF) 16 Kilometer nördlich von Vancouver in die Berge geflogen. Bei diesem CFIT (Controlled flight into terrain) wurden alle 15 Insassen getötet, drei Besatzungsmitglieder und 12 Passagiere. Die Trümmer der Maschine wurden erst am 27. September 1994 gefunden.[43]

- Am 2. August 1947 meldete die Besatzung einer Avro 691 Lancastrian der British South American Airways (BSAA) (G-AGWH) auf dem Flug von Buenos Aires nach Santiago de Chile ihren Anflug auf Santiago de Chile, die Maschine kam dort aber nie an. Offenbar hatte die Besatzung die eigene Position falsch berechnet und war in einem Schneesturm in etwa 4600 Meter Höhe gegen den Berggipfel des Tupungato, Argentinien, geflogen. Alle 11 Insassen, sechs Passagiere und fünf Besatzungsmitglieder, wurden getötet. Das Flugzeug blieb vermisst, bis Bergsteiger im Jahr 2000 einige Wrackteile in den Anden fanden (siehe auch Flugunfall der Star Dust).[44]

- Am 12. März 1948 wurde eine Douglas DC-4/C-54G-1-DO der US-amerikanischen Northwest Airlines (NC95422) in einer Höhe von 11.000 Fuß (3.350 Metern) in den 16.237 Fuß (4.949 Meter) hohen Berg Mount Sanford (Alaska, USA) geflogen. Die Maschine befand sich auf dem Weg von Anchorage-Merrill Field zum Flughafen New York-LaGuardia, als sie im Reiseflug von der sicheren Luftstraße abwich und in den Berg flog. Bei diesem CFIT (Controlled flight into terrain) wurden alle 30 Insassen, sechs Besatzungsmitglieder und 24 Passagiere, getötet. Das Wrack wurde erst gut 50 Jahre später, im Jahr 1999 gefunden.[45]

- Am 3. April 1961 flog eine Douglas DC-3C der LAN Chile (CC-CLDP) auf dem Flug von Temuco (Chile) nach Santiago de Chile in den Hügel La Gotera in den Anden. Bei diesem CFIT (Controlled flight into terrain) wurden alle 24 Insassen getötet, vier Besatzungsmitglieder und 20 Passagiere. Das Heck und einige menschliche Überreste wurden am 10. April 1961 gefunden, im Februar 2015 der Rumpf und weitere menschliche Knochen (siehe auch LAN-Chile-Flug 210).[46]

- (A) 30. Januar 1975 – Aufgrund eines Stromausfalles konnte die Landebahn des Istanbuler Atatürk-Flughafens nicht befeuert werden. Die Piloten einer aus Izmir ankommenden und im Landeanflug befindlichen Fokker F28 Fellowship 1000 der Türk Hava Yollari (heute Turkish Airlines) (TC-JAP) brachen den Anflug ab und mussten durchstarten. Nach dem Durchstarten wurde die Maschine 30 Kilometer westlich ins Wasser geflogen (Controlled flight into terrain).[47] Alle 42 Menschen an Bord wurden getötet.[48] Die Überreste der Maschine wurden erst sieben Jahre später auf dem Grund des Marmarameeres lokalisiert (siehe auch Turkish-Airlines-Flug 345).[49]

- Am 15. August 1976 verschwand eine Vickers Viscount 785D der ecuadorianischen SAETA (HC-ARS) mit 59 Menschen an Bord auf ihrem Flug von Quito nach Cuenca. Die Maschine war in 5500 Meter Höhe in die Ostflanke des 6263 Meter hohen Vulkans Chimborazo geflogen worden. Erst am 17. Oktober 2002, nach 26 Jahren, fanden Bergsteiger auf einer selten begangenen Route Überreste von Menschen und der Maschine. Bei diesem CFIT (Controlled flight into terrain) wurden alle 59 Insassen getötet, vier Besatzungsmitglieder und 55 Passagiere (siehe auch SAETA-Flug 232).[50]